# Antonio Díaz Sánchez
Antonio Ramon Díaz Sánchez (sinh ngày 14.7.1962) là nhà bất đồng chính kiến người Cuba. Ông là thành viên của "Phong trào Giải phóng Kitô giáo"  (Christian Liberation Movement). và đã tham gia vào việc thu thập chữ ký ủng hộ dự án Varela.
Antonio Díaz Sánchez bị chính quyền Cuba bắt trong vụ Mùa xuân đen năm 2003, và bị kết án 20 năm tù. Tổ chức Ân xá Quốc tế đã tuyên bố ông là một tù nhân lương tâm.
Vợ ông - Gisela Sanchez Verdecia – là thành viên hoạt động trong tổ chức Các bà mặc y phục trắng.